# Camponotus aruensis
Camponotus aruensis är en myrart som beskrevs av Vladimir Aphanasjevich Karavaiev 1933. Camponotus aruensis ingår i släktet hästmyror, och familjen myror. Inga underarter finns listade.